# Pinguim-real
O pinguim-real (Eudyptes schlegeli) habita as águas que circundam a Antártida.
São muito semelhantes aos pinguim-macaroni mas, contrariamente a estes, que possuem a face toda preta, o pinguim-real tem a face branca. Têm cerca de 70 cm de comprimento e pesam cerca de 6 kg. O pinguim-real só procria na ilha Macquarie e, tal como os outros pinguins, passa a maior parte do tempo no mar, mais propriamente na zona pelágica.
Não deve ser confundido com o pinguim-rei.